# Axel Sandal
Axel Sandal-Jeppesen (født 29. januar 1885 i Næstved, død 5. september 1974) var en dansk boghandler. I maj 1919 indtrådte han som medejer af C.A. Reitzels Boghandel, fra 1921 som eneejer.